# Liste der Orte in der kreisfreien Stadt Passau
Die Liste der Orte in der kreisfreien Stadt Passau listet die 90 amtlich benannten Gemeindeteile (Hauptorte, Kirchdörfer, Pfarrdörfer, Dörfer, Weiler und Einöden) in der kreisfreien Stadt Passau auf.

## Systematische Liste
- Die kreisfreie Stadt Passau mit dem Hauptort Passau
- Pfarrdörfer Hals, Heining, Korona, Neustift, Schalding l.d.Donau und Schalding r.d.Donau
- Dörfer Bramerhof, Brand, Christdobl, Dietzing, Eich, Eichet, Einöd, Firmiangut, Gaißa, Haarschedl, Hacklstein, Haslachhof, Jägerreuth, Kastenreuth, Königschalding, Laufenbach, Lindau, Maierhof, Neureut, Oberöd, Obersölden, Patriching, Reisach, Reuth, Ries, Rittsteig, Rosenau, Sieglberg, Sieglgut, Stromlänge, Sulzsteg, Thann, Unteröd, Untersölden, Walding, Wörth l.d.Donau, Wörth r.d.Donau, Zieglreuth und Zieglstadl
- Industrieort Sperrwies; den Stadtteilen Grubweg und Hacklberg
- Weiler Bibersbach, Dobl, Doblhof, Eck, Englbolding, Erdbrüst, Hellersberg, Hof, Högl, Klosterberg, Laimgrub, Minihof, Oberöd i.Ilztal, Reut, Steinbach, Thanöd, Unteröd i.Ilztal, Unterreuth, Wimhof und Witzmannsberg
- Einöden Berghof, Burgholz, Doblstein, Donauhof, Ebnerhof, Grillenöd, Höflein, Kuchlhof, Lüfteneck, Mooswiese, Niedersatzbach, Oberreuth, Oberstadel, Pramöd, Reicherting, Rieshof, Sandberg, Schellköpfing, Schleiferberg und Sturmsölden
- Gut Stelzlhof.

## Alphabetische Liste

### B
- Berghof
- Bibersbach
- Bramerhof
- Brand
- Burgholz

### C
- Christdobl

### D
- Dietzing
- Dobl
- Doblhof
- Doblstein
- Donauhof

### E
- Ebnerhof
- Eck
- Eich
- Eichet
- Einöd
- Englbolding
- Erdbrüst

### F
- Firmiangut

### G
- Gaißa
- Grillenöd
- Grubweg

### H
- Haarschedl
- Hacklberg
- Hacklstein
- Hals
- Haslachhof
- Heining
- Hellersberg
- Hof
- Höflein
- Högl

### J
- Jägerreuth

### K
- Kastenreuth
- Klosterberg
- Königschalding
- Korona
- Kuchlhof

### L
- Laimgrub
- Laufenbach
- Lindau
- Lüfteneck

### M
- Maierhof
- Minihof
- Mooswiese

### N
- Neureut
- Neustift
- Niedersatzbach

### O
- Oberöd
- Oberöd i.Ilztal
- Oberreuth
- Obersölden
- Oberstadel

### P
- Passau
- Patriching
- Pramöd

### R
- Reicherting
- Reisach
- Reut
- Reuth
- Ries
- Rieshof
- Rittsteig
- Rosenau

### S
- Sandberg
- Schalding l.d.Donau
- Schalding r.d.Donau
- Schellköpfing
- Schleiferberg
- Sieglberg
- Sieglgut
- Sperrwies
- Steinbach
- Stelzlhof
- Stromlänge
- Sturmsölden
- Sulzsteg

### T
- Thann
- Thanöd

### U
- Unteröd
- Unteröd i.Ilztal
- Unterreuth
- Untersölden

### W
- Walding
- Wimhof
- Witzmannsberg
- Wörth l.d.Donau
- Wörth r.d.Donau

### Z
- Zieglreuth
- Zieglstadl

| ↑ Zurück zum Inhaltsverzeichnis |